# Західнобалтська культура

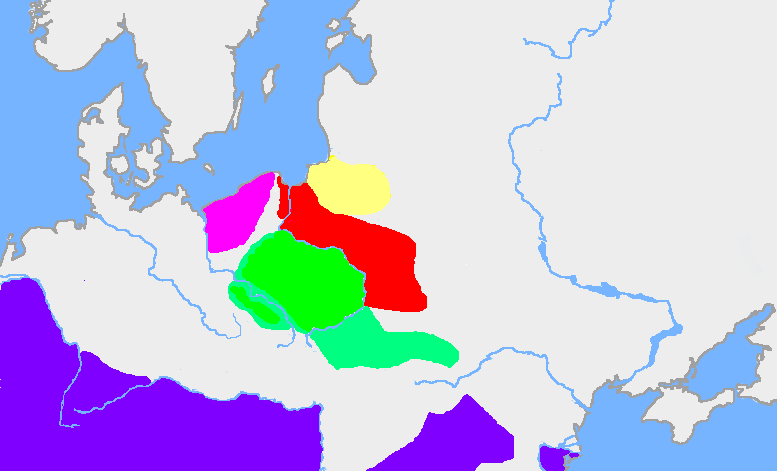
Культури археологічні пізньої залізної доби (I ст. нашої ери — VI ст. н. е.)
Західнобалтська культура
Вельбарська культура
Пшеворська культура
Дембчинська культура
Римська імперія

Балтські культури ранньої залізної доби (600—200 роки до нашей ери):
Культура Долькайм-Коврово — Самбійці-нотангійська група
Ольштинська культура — Західномазурська група (Галінди)
Судовська культура — Східномазурська група (Ятвяги)
Мемельська культура — Нижньонеманська й західнолатвійська група (Курші)
Культура штрихованої кераміки
Милоградсько-подгорцевська культура
Дніпродвінська культура
Поморська культура
Культура абажурних поховань

Західнобалтська культура — балтійська археологічна культура пізньої залізної доби (перша половина I тис. н. е.), що розташовувалася на території нинішньої Калінінградської області, західної Литви, східної Польщі, західної Білорусі. Генетично пов'язана з культурою самбійських курганів. Межувала з пшеворською та оксивською, пізніше вельбарською культурами, а також зі спорідненою культурою штрихованої кераміки. Після V століття змінюється іншими культурами й культурними групами — долькайм-коврово, ольштинською та культурою кам'яних курганів.

## Дослідники
Культуру досліджували: В. І. Кулаков, К. Скворцов (в Росії), Є. Антоневич, Є. Акуліч, Я. Яскніс, М. Качинський, В. Наваковський, А. Бітнер-Врублевська (в Польщі), П. П. Куліковскас, М. Міхельбертас (у Литві), В. Шукевич, А. М. Медведєв (у Білорусі).

## Матеріальна культура
Артефакти представлені бронзовими сокирами і кинджалами, фібули не виявлені.

## Поховання
Поховання представлені ґрунтовими могильниками й могилами, з похованнями в кам'яних саркофагах, або в кам'яних обкладинках, в які поміщалися залишки трупоспалень та інвентар. У похованнях присутня, зброя, прикраси, знаряддя для праці. Є «князівські» поховання, часто з кіньми.

## Етнічний склад
Культура складалася з груп локальних культур:
- Богачевська культура
- Культура кам'яних курганів (судовська)
- Долькайм-Ковровська культура (самбійско-натангійська культура, пруська)
- Ольштинська група[ru]
- Пам'ятники типу Начі

Етнічний склад асоціюється з історичними галіндами й естіями, куршами, прусами, судовами-ятвягами. Це населення відомо за письмовими джерелами I-II століть (Географія Птолемея).